# Sextus Aelius Paetus Catus
Sextus Aelius Paetus Catus (Kr. e. 3. század – Kr. e. 2. század) római politikus, szónok, jogtudós. A plebejus származású Aelia gens tagja volt, édesapja valószínűleg Quintus Aelius Paetus volt, aki Kr. e. 216-ban esett el pontifexként a cannaei ütközetben. Fivére, Publius szintén szép pályát futott be, és maga is jogász volt.
Kr. e. 200-ban aedilis curulis, Kr. e. 198-ban Tullius Quinctius Flaminius társaként consul, Kr. e. 193-ban pedig Cnaeus Cornelius Cethegus kollégájaként censor volt. Ez utóbbi magistraturája idején rendelték el Cethegusszal közösen, hogy az addig köznéppel vegyülő senatoroknak külön helyeket biztosítsanak az aedilisek a játékok (Ludi Romani) idején. Szintén ekkor újították fel Libertas átriumát valamint a census lebonyolításának színhelyéül szolgáló Villa Publicát. A szónoknak sem utolsó Paetus bölcsességével érdemelte ki a Catus ragadványneve (latinul agnomen), amely ravaszságra, óvatosságra utal.
Azok közé a régi jogászok közé tartozik, akik összegyűjtötték a törvénykezés anyagát. Paetus munkásságának legfőbb terméke a Ius Aelianum vagy Tripartita című mű, ami a XII táblás törvény szövegét, magyarázatukat és a hozzájuk kapcsolt gyakorlatba való átültetéseiket (legis actio) tartalmazta. (Egyes kutatók kétségbe vonják, hogy a Jus Aelianum azonos lenne a Tripartitával, szerintük csak az actiókat tartalmazó részt nevezték annak.) Feltehetően ez volt az első kommentárja a XII táblás törvénynek. A mű még Pomponius korában is létezett, mára azonban elveszett. Pomponius egyébként még három könyvet tulajdonít Paetusnak, ám ezek hitelessége nem bizonyított. Cicero említi Catus Commentarii (Kommentárok) című művét is, azonban elképzelhető, hogy ez azonos a Tripartitával, vagy annak része.
Paetus munkásságának értékét mi sem bizonyítja jobban, hogy még a császárkorban is hivatkozási alapnak tekintették olyan neves jogászok, jogtudósok, mint Servius Sulpicius, Gellius, Ulpianus vagy Celsus.